# Jaroslav Kučera (fotograf)

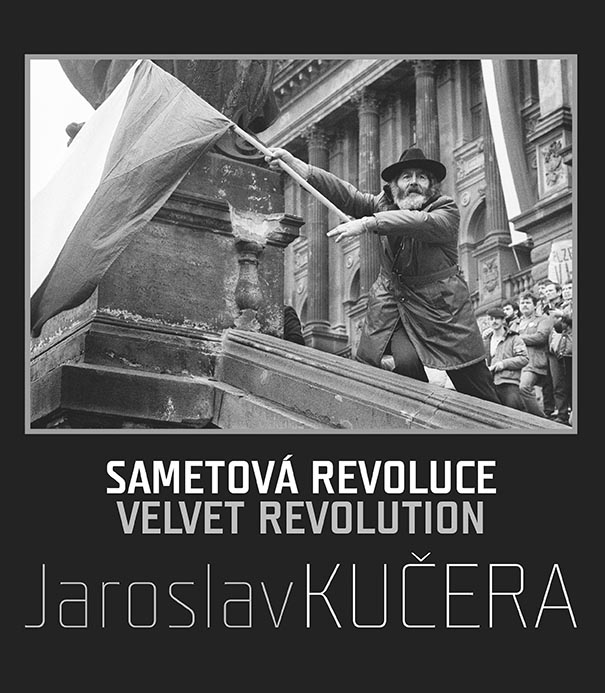
Titulní strana knihy SAMETOVÁ REVOLUCE, která vyšla ke 30. výročí pádu komunistické vlády v roce 2019 ve vydavatelství JAKURA

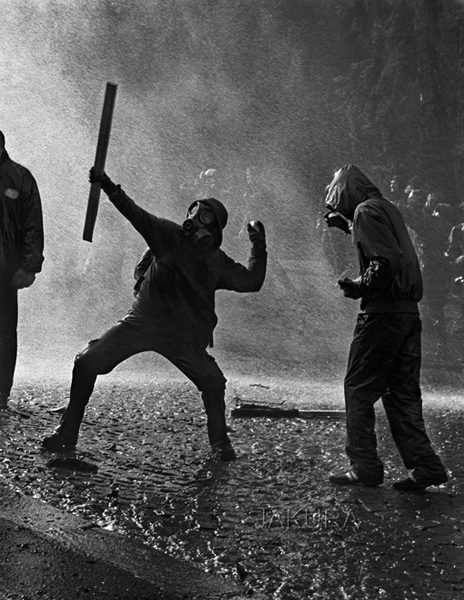
Praha, Lumírova ulice; 2000 Z cyklu Kameny a násilím proti globalizaci, Hlavní cena Czech Press Photo 2000, 1. cena Euro Press Photo 2001

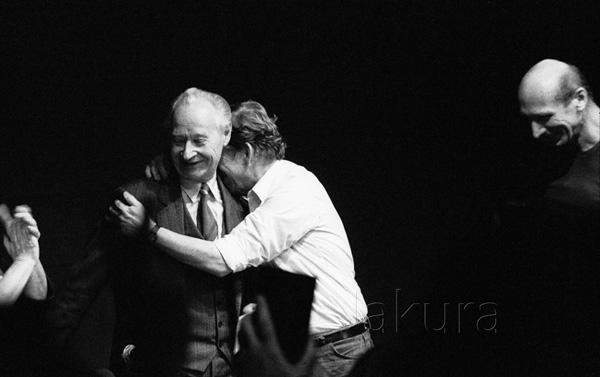
Praha; 24. listopad 1989, Laterna Magica; Bod zlomu, Sametová revoluce

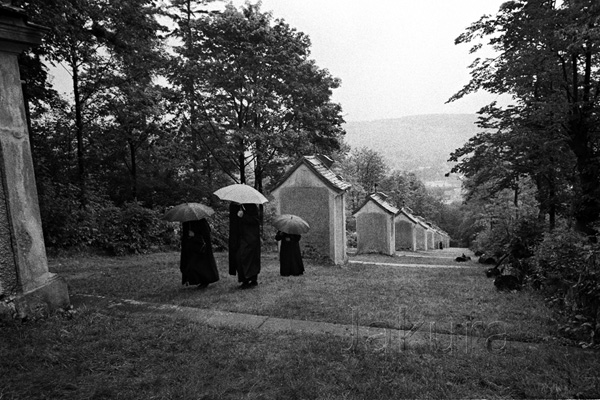
Jiřetín pod Jedlovou; 1993 Voršilky šlapou křížovou cestou ke kostelíku na kopci

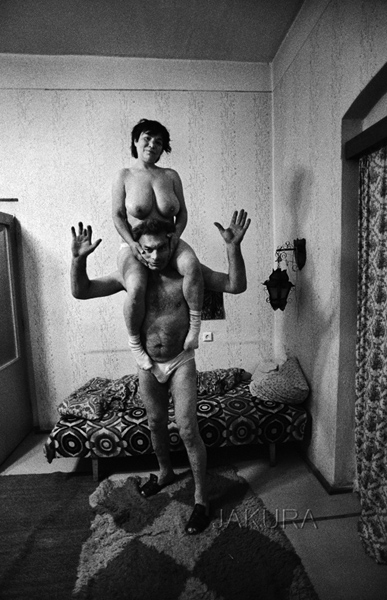
Lom u Mostu; 1994 Milan a Ivanka z cyklu Sudety

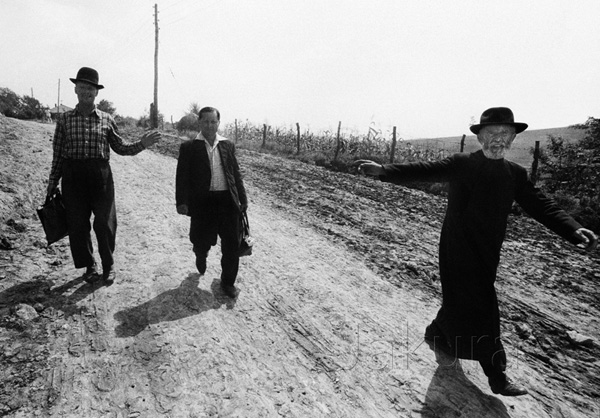
Moldávie – Coropceni; 1979 Jdeme s popem Nikolajem

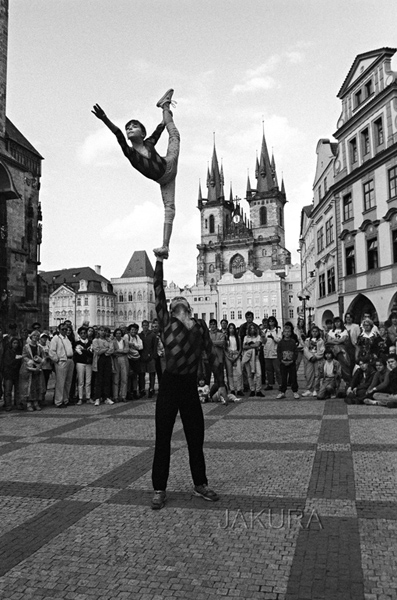
Praha, Staroměstské náměstí; 1996 Artisti ze zrušených státních ruských cirkusů na pražské dlažbě

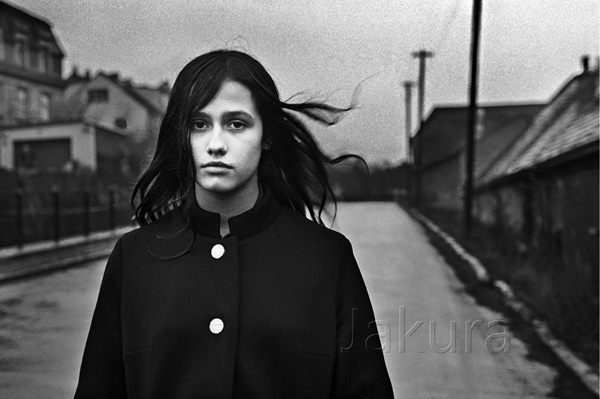
Praha, Střešovice; 1970 Radana

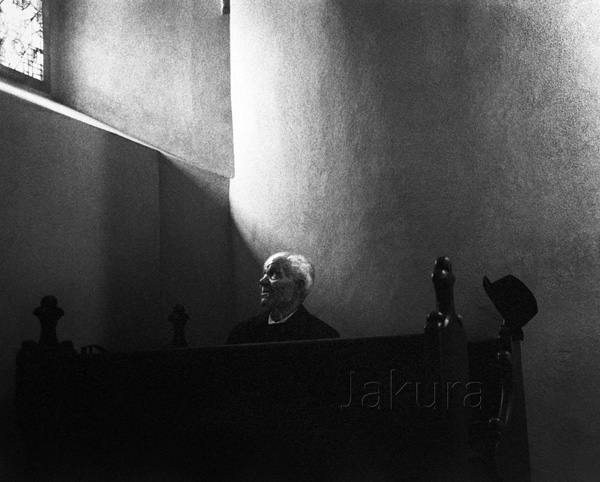
Slovensko, 1974 Ve venkovském kostelíku

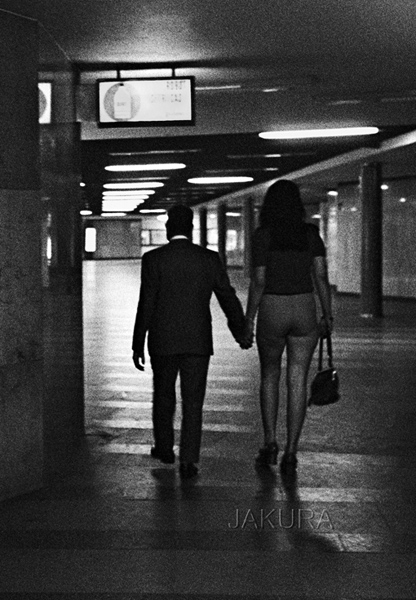
Praha, podchod na Václavském náměstí; 1972 Milenci na jednu noc

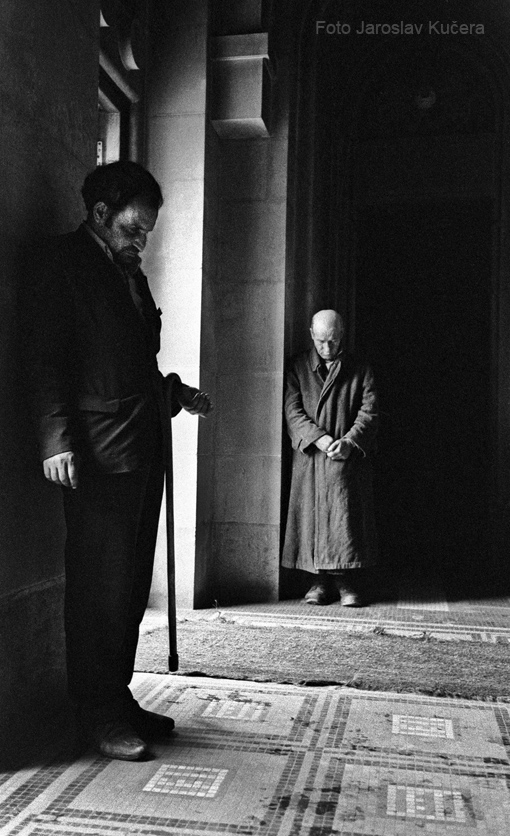
Rumunsko, Cluj Napoca; 1968 Žebráci

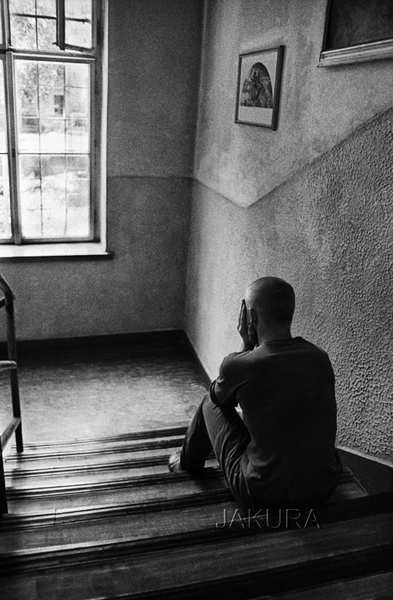
Praha, Lublaňská ulice; 1974 Pasťák

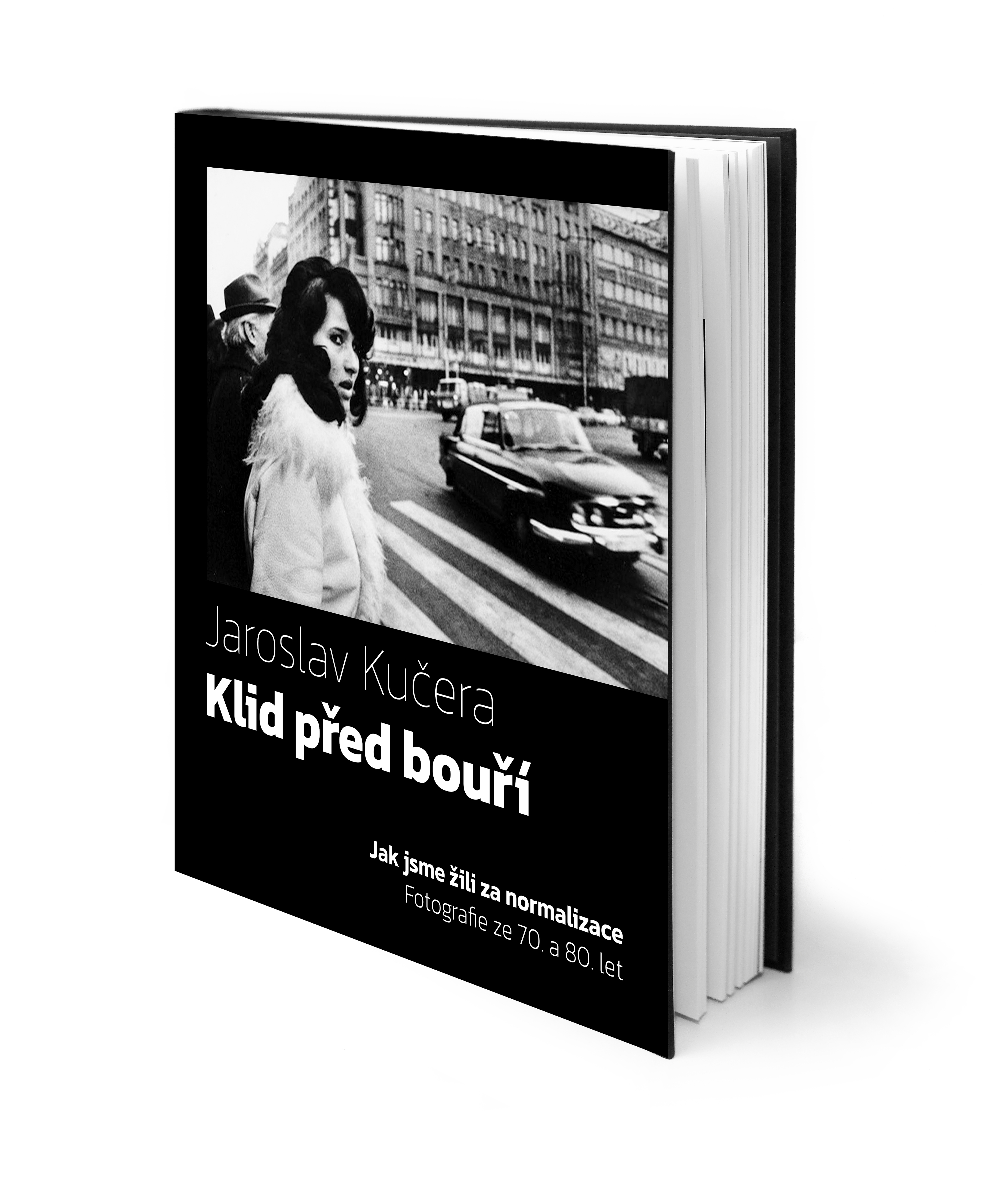
Klid před bouří s podtitulem Jak jsme žili za normalizace – Kniha černobílých fotografií o životě v Československu 70. a 80. let.

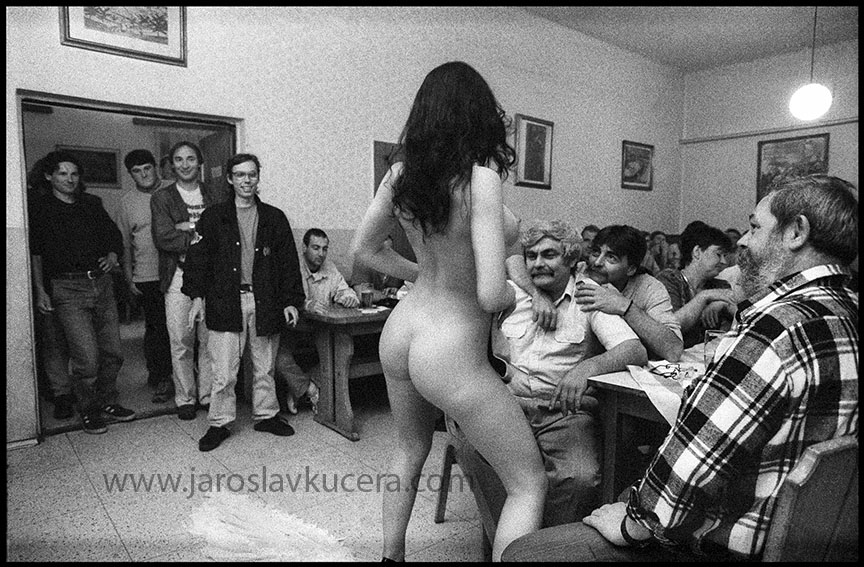
Praha, Kyje; 2000 – V hospodě Za horou Hosteska a striptérka Andrea

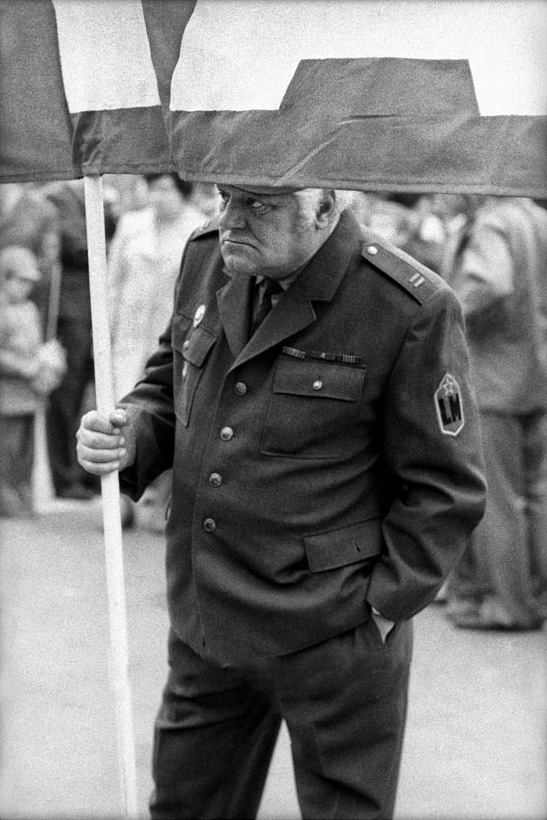
Praha, Letenská pláň; 1. máj 1975 Milicionář

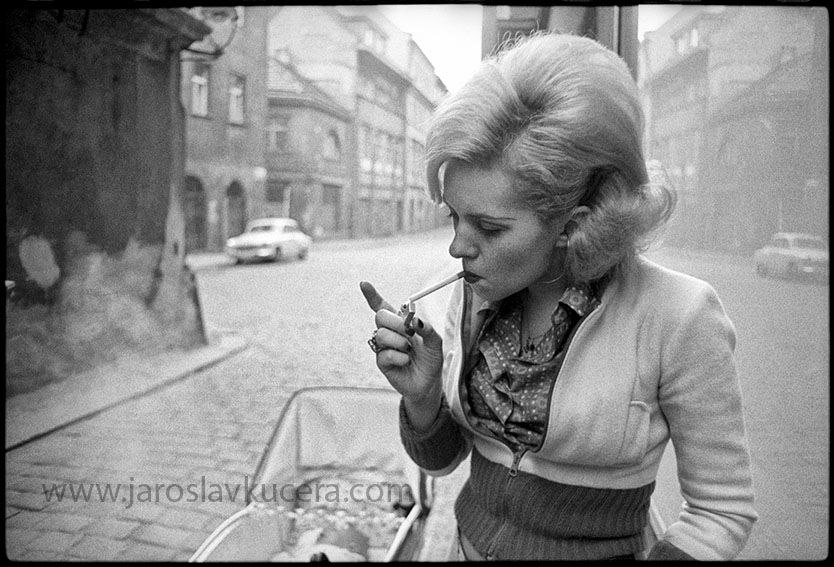
Praha, Michalská ulice; 1973 U vinárny Blatnička

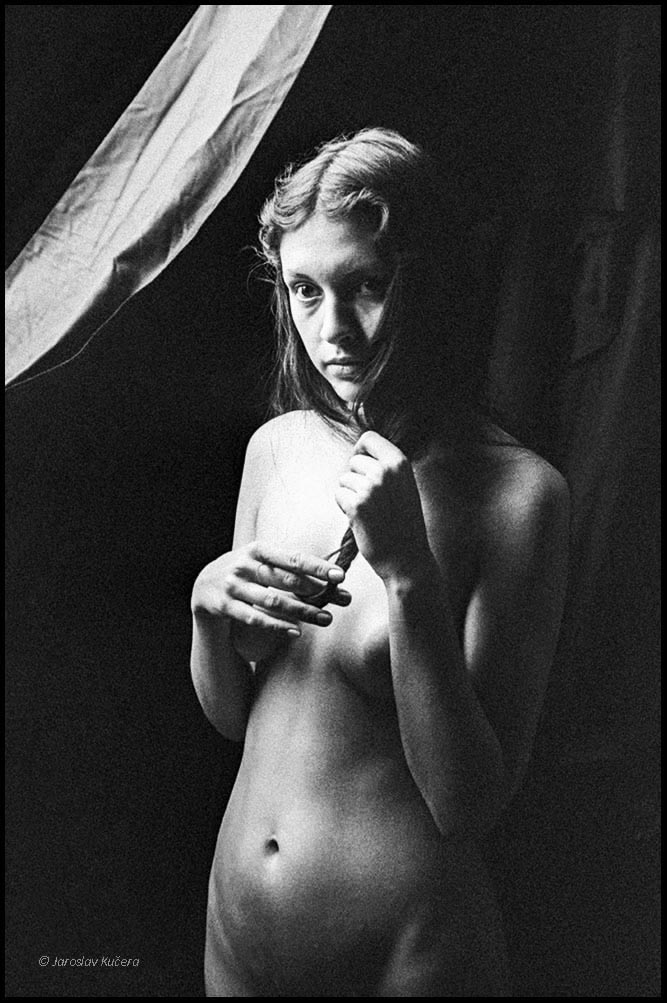
Praha, Nuselská 4; 1976 Jana

Jaroslav Kučera (* 19. prosince 1946, Ředhošť) je český fotograf.

## Život
Narodil se ve vesnici Ředhošť v okrese Litoměřice. Od roku 1962 do roku 1966 studoval v Mělníku Střední průmyslovou školu stavební. V roce 1967 zahájil studium na stavební fakultě Českého vysokého učení technického v Praze, kde také bydlel na strahovských kolejích. V tomtéž roce se aktivně zúčastnil protirežimních studentských demonstrací, které byly předzvěstí Pražského jara 1968. Na strahovských kolejích se stal spoluzakladatelem Fotoklubu Strahov, z něhož vzešlo několik později známých fotografů (Miroslav Machotka, Zdeněk Lhoták, Eva Hejdová). V roce 1969 byl při fotografování 1. výročí okupace Československa sovětskou armádou zatčen, surově zbit a několik týdnů vězněn ve věznici na Pankráci a poté souzen jako kontrarevoluční živel. V roce 1973 ukončil studium jako stavební inženýr, avšak ihned po státnicích se stal fotografem „na volné noze“.
V období normalizace fotografoval pro některé časopisy a státní podniky. Po převratu v roce 1989 stál u zrodu fotografické skupiny Signum a v roce 1996 se stal členem agentury Bilderberg Hamburg. V roce 2006 založil vydavatelství JAKURA, kde vydává umělecké publikace.
V roce 2000 obdržel v soutěži Czech Press Photo za snímek z pražských protestů proti globalizaci hlavní cenu – titul Fotografie roku. Se snímky z téže události získal první cenu v kategorii Aktualita soutěže Fuji Euro Press Photo Awards 2000.
Dosud měl na 60 autorských výstav po celé Evropě a ve Spojených státech. Bylo vydáno také 8 autorových biografií.
V roce 2009 a 2011 představil na Pražském hradě jako kurátor dosud neznámé české vojáky-fotografy 1. světové války – Jindřicha Bišického, Gustava Brože, Jana Myšičku, Jendu Rajmana a Karla Neuberta, jejichž fotografie čekaly na své objevení téměř 90 let. Světové dějiny fotografie neznají tak rozsáhlé, vynikající a ucelené sbírky fotografií z této válečné doby.
Roku 2017 mu Asociace profesionálních fotografů ČR udělila titul „Osobnost české fotografie 2016“. V roce 2021 obdržel od Asociace nezávislých médií Krameriovu cenu za nezávislou žurnalistiku v oblasti fotografie.
V roce 2019 k 30. výročí Sametové revoluce a převratů v ostatních bývalých socialistických zemích byl společně s Danielou Mrázkovou a Dušanem Veselým kurátorem největší výstavy fotografií o této slavné události, která přinesla naší republice svobodu. Výstava se konala na Pražském hradě v Letohrádku Královny Anny a jeho okolí. Československá část uvnitř Belvederu obsahovala na téměř 500 fotografií od 71 československých autorů.

## Dílo

### Realizované tematické cykly
- Setkání, okamžiky, samoty (70. léta)
- Komunistické slavnosti (1969–1989)
- Mělnická vinárna (1976–1982)
- Moldávie (1978–1981)
- Pražská periférie – štíty domů (1986–1992)
- Sametová revoluce (1989)
- Židovské hřbitovy (1990–1991) – se skupinou Signum
- Sudety (1990–)
- I taková je Praha (1996–)
- Pražské hospody 1997–2001
- Kameny a násilím proti globalizaci (2000)
- Vagony pro Salgada (2005)
- Lidé, které jsem poznal – portréty (2004–)
- Arménie (2010–2011)
- Ukrajina (2011)
- Tiché dialogy (2015–2016)

### Výstavy

#### Autorské výstavy

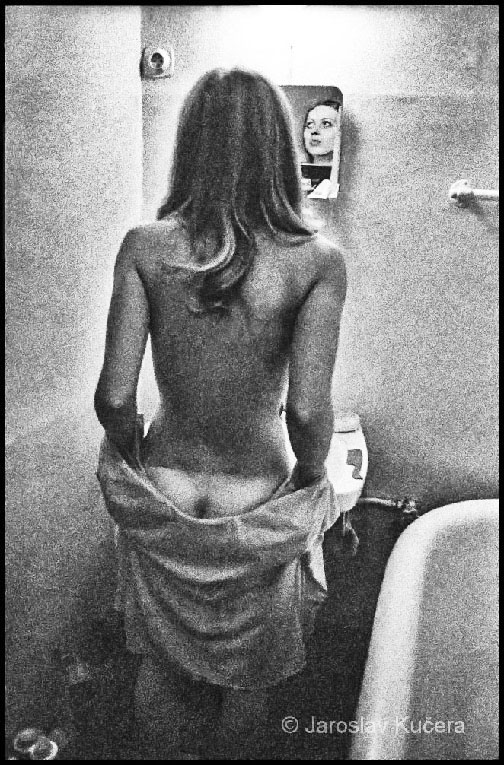
Praha, Karlín; cca 1975 Jitka v koupelně

- 1969 – Praha – Pohřeb Jana Palacha – Strahovské koleje – únor
- 1975 – Praha – Setkání, okamžiky, samoty – Výstavní síň Fotochema – Václav Jírů – 12. 3. – 29. 3.
- 1975 – Olomouc – galerie V podloubí – Vladimír Birgus
- 1977 – Praha – galerie U jednorožce (s Janem Všetečkou)
- 1977 – Brno – Funkův kabinet – Vladimír Remeš – 29. 5. – 3. 7.
- 1979 – Olomouc – Moldávie – galerie V podloubí – Vladimír Birgus
- 1983 – Praha – Moldávie – Výstavní síň Fotochema – Daniela Mrázková
- 1990 – Basilej – Sametová revoluce – galerie No Name
- 1990 – Freiburg – Městská knihovna – Wie durch ein Wunder – dr. Krapf – 6. 3. – 18. 3.
- 1992 – Brno – Dům umění – Josef Ptáček
- 1994 – Freiburg – galerie Schwarzeskloster (s Danou Kyndrovou) – Sudety – dr. Krapf
- 1994 – Basilej – Dívky – galerie No Name
- 1994 – Denver – Temple Emanuele – zahájila Eva Kelleti 14. 1. – 18. 2.
- 1995 – Amiens – galerie Jacques Tati
- 1995 – Kladno – Malá galerie spořitelny
- 1995 – Cheb – galerie G 4 – Sudety – Daniela Mrázková – 1. 12. – 31. 12.
- 1996 – Praha – galerie „13“ – Sudety – D. Mrázková
- 1996 – Praha – Pražský dům fotografie – I taková je Praha – primátor Jan Koukal a Daniela Mrázková – 22. 11 – 17. 12.
- 1998 – Berlín – České kulturní centrum – I taková je Praha – Simona Mehnert – 8. 5. – 19. 6.
- 1998 – Drážďany – galerie Neue Zeiten – I taková je Praha – arch. Šebek
- 1998 – Vilnius – galerie litevské fotografické společnosti
- 1999 – Haag – Konzulát České republiky
- 1999 – Duisburg – Wasserturn galerie – Sudety – Zbyněk Illek – 20. 10. – 30. 11.
- 1999 – Wessel – Wasserturn galerie – Sudety – Zbyněk Illek
- 1999 – Bratislava – Sametová revoluce – Dům VPN (s Janem Šibíkem) – Andrej Bán
- 2000 – Praha – Amadeus Prag – 70. léta – D. Mrázková
- 2000 – Berlín – České kulturní centrum – Simona Mehnert
- 2001 – Praha – World Web foto Gallery – www.wwg.cz
- 2001 – Plzeň – Městská radnice
- 2001 – Sarajevo – galerie kavárny Čulhan – Daniela Mrázková
- 2002 – Kladno – Malá galerie spořitelny – Z pražských hospod – od 3. 4. – Jiří Hanke
- 2002 – Praha – Staroměstská radnice – Lidé, které jsem potkal – D. Mrázková
- 2003 – Praha – Galerie Na schodech (Mironet) – výběr z Lidé, které jsem potkal
- 2003 – Berlín – České kulturní centrum – 70. léta a Komunistické svátky – S. Mehnert
- 2004 – Lvov – Palác umění – I takové jsou Čechy – 26. 11. – 17. 12.
- 2005 – Kyjev – RAphoto Gallery – I takové jsou Čechy – od 17. 2. – Radovan Vaner
- 2005 – Praha – Nikon gallery – Best off Jaroslav Kučera – od 25. 4. – 27. 5. – Daniela Mrázková
- 2005 – Kyjev – Konflikty – Dům umělce, galerie Majstěrna – 5. 5. – Radovan Vaner
- 2005 – Praha – Vagony pro Salgada – Leica Gallery Prague – 12 nádraží Čech – 1. 5. – 16. 9.
- 2006 – Brusel – Lidé, které jsem potkal – Pražský dům – 6. 3. – Jan Koukal
- 2009 – Praha – 10 Portrétů – Literární kavárna U Řehoře Samsy – 11. 2. – 21. 3. Josef Achrer
- 2009 – Praha – Černobíle – Literární kavárna U Řehoře Samsy – 23. 3. – 13. 4. Dušan Veselý
- 2009 – Roztoky – Hospodské radosti – Galerie Academic – 25. 6. – 18. 9.
- 2009 – Praha – Lidé, které jsem potkal (se sochařem Václavem Frydeckým) – 32. Salon Zentiva – PhDr. Daniela Mrázková, Prof. Josef Koutecký, Prof. František Dvořák
- 2009 – Praha – Totáč (s Jiřím Egertem) – Smart gallery – 12. 10. – 20. 11. – Luděk Novák
- 2009 – Praha – Nové staré fotky – Beseda – Ars Pragensis – 1. 12. – 30. 12. – Karel Kerlický
- 2010 – Praha – Potkávání – Poštovní minigalerie Klubu gentlemanů Žižkov – 3. 2. – 1. 3. – Dušan Veselý
- 2010 – Hořice v Podkrkonoší – Setkání, okamžiky, samoty – Muzeum Hořice – 8. 5. – 30. 5. – Zbyněk Illek
- 2010 – Levice – Jaroslav Kučera – Doboóvský kaštěl – 15. 5. – 11. 6. – Marta Kosmalyová
- 2010 – Praha – Černobíle – Leica Gallery Prague – 11. 11. – 30. 12. – Josef Chuchma
- 2011 – Moravská Třebová – Jaroslav Kučera (Výběr z díla) – Muzeum – 26. 6. – 31. 8.
- 2012 – Praha – Kavárna Leica Gallery Prague – Na východ od ráje
- 2013 – Praha – Jak jsem potkal lidi, Tereziánské křídlo starého královského paláce, Pražský hrad, 26. 4. 2013 – 18. 8. 2013
- 2013 – Praha – Face to Face, Chlubilové – Lucerna, klub Koníček – Ivan Havel
- 2013 – Blatná – Setkání, okamžiky, samoty – Zámek – 6. – 30. září
- 2013 – Bielsko-Biala / FotoArtfestival/ – Jak jsem potkal lidi – Galerie B&W
- 2014 – Písek – Setkání, okamžiky, samoty / výběr pro Písek / – Městské muzeum – 12. 6. – 30. 7.
- 2016 – Praha – Sudety – Galerie Czech Photo Centre – 7. 12. – 15. 1. – Daniela Mrázková
- 2017 – Praha – Tiché dialogy – Leica Gallery Prague – 3. 2. – 2. 4. – Daniela Mrázková
- 2017 – Strakonice – Sudety – Maltézský sál hradu – Romana Strbačková
- 2017 – Horní Počernice – Černobíle 1968 – 1998 – Foyer divadla – 14. 3. – 3. 5. – Dušan Veselý
- 2017 – Cheb – Lidé, které jsem potkal – Artgalerie G4 – 21. 4. – 28. 5. – Zbyněk Illek
- 2017 – Příbram – Lidé, které jsem potkal – Galerie Františka Drtikola – 20. 10. – 26. 11., uvedla Hana Ročňáková
- 2017 – Praha, České Budějovice, Brno – Fotojatka v kinech – Sudety – 20. 10.
- 2018 – Semily – Černobíle – Muzeum, Pojizerská galerie – Ministr kultury ČR Ilja Šmíd
- 2018 – Francie, Lunéville Ch’ateau des Lumiéres du 5 avril au 3 juin 2018 Galerie du CRI des Lumières
- 2019 – Kašperské Hory – Sametová revoluce – Městské kulturní a informační středisko – Radek Nakládal – 9. 11. – 30. 11. 2019
- 2021 – ArtForum – Jaroslav Kučera – Fotograf (gallery. cz) 8. 10.  – napsala Zuzana Ottová
- 2021 – Galerie FSv ČVUT – Tiché dialogy – 25. 10. – zahájila PhDr. Daniela Mrázková
- 2022 – Praha – Klid před bouří – Leica Gallery Prague – 4. 11. – 15. 1. – zahájila Ph. Dr. Daniela Mrázková
- 2023 – Mělník – Lidé, které jsem potkal – galerie Ve Věži – 14. 9. – 10. 12. – zahájil Doc. Vladimír Czumalo
- 2025 – Praha, Czech Photo Centre: Sex po převratu[1]

#### Výstavy s tématem historické architektury
- 1987 – Řím – Palazzo Barberini
- 1988 – Bologna – Palazzo de Renzo
- 1988 – Moskva – Veletržní palác
- 1989 – Dortmund – Městská radnice
- 1989 – Helsinky – Městská radnice
- 1990 – Praha – Veletržní palác

### Publikace

#### Katalogy k autorským výstavám
- 1975 – Jaroslav Kučera – Setkání s člověkem – k výstavě ve Fotochemě – text Jan Mach
- 1977 – Jaroslav Kučera – k výstavě ve Funkově kabinetu v Brně – text Vladimír Remeš
- 1983 – Jaroslav Kučera – k výstavě ve Fotochemě – text Daniela Mrázková
- 1990 – Jaroslav Kučera – text Daniela Mrázková
- 1992 – Jaroslav Kučera – k výstavě na Staré radnici v Brně – text Josef Ptáček
- 1995 – Sudety – k výstavě v Chebu – text Daniela Mrázková a Jaroslav Kučera
- 1999 – Fotografie un Malerei tschechischer Künstler – společný s Viktorií Rybákovou a Janem Samcem k výstavě v Duisburgu – text Zbyněk Illek
- 2002 – Jaroslav Kučera – k výstavě na Staroměstské radnici v Praze – text Daniela Mrázková
- 2005 – Vagony pro Salgada – k výstavě S. Salgada Workers – text Iva Staňková a Jaroslav Kučera
- 2009 – 32. Salon Zentiva – k výstavě v Zentivě se sochařem Václavem Frydeckým
- 2010 – Černobíle – katalog k výstavě v Leica Gallery Prague – text Josef Chuchma

#### Knihy s autorovými fotografiemi
- 2002 – Lidé, které jsem potkal – text Daniela Mrázková – vydavatel KANT
- 2009 – Rybáři na Třeboňsku – text Miroslav Hule – vydavatel JAKURA
- 2013 – Jak jsem potkal lidi – texty PhDr. Jan Kříž, PhDr. Daniela, Mrázková, Dušan Veselý – vydavatel JAKURA
- 2014 – Setkání, okamžiky, samoty – text PhDr. Jan Kříž – vydavatel JAKURA
- 2016 – Sudety – text PhDr. Daniela Mrázková – Vydavatelství JAKURA
- 2017 – Tiché dialogy – text PhDr. Daniela Mrázková – Vydavatelství JAKURA
- 2019 – Sametová revoluce – text PhDr. Daniela Mrázková – Vydavatelství JAKURA
- 2022 – Klid před bouří – text PhDr. Daniela Mrázková a Dušan Veselý – Vydavatelství JAKURA
- 2025 – Sex po převratu – Divoké devadesátky – Vydavatelství JAKURA

#### Publikace – architektura
- 1983 – Národní divadlo 1983 – text Josef Šnejdar – vydaly Pozemní stavby České Budějovice
- 1990 – Historie a současnost Prahy 1 – text Horyna, Pšenička, Doležal, Urfus, Dobeš – vydal OÚ
- 1996 – Z mapy Unesco – text D. Líbal, nakladatel Akropolis
- 1998 – Dientzenhoferové – text M. Horyna, nakladatel Akropolis
- 1999 – Národní divadlo, historie a současnost budovy – text Prahl a Vybíral – vydalo ND
- 2002 – Valdštejnský palác, text Prof. Mojmír Horyna a spol. nakladatel GEMA Art
- 2005 – České Budějovice, text Prof. Ludvík Baran, nakladatelství BETA
- 2006 – Západočeské lázně, text Marie Homolová, nakladatelství BETA
- 2007 – Karlovy Vary, text Marie Homolová
- 2010 – Filosofický sál PNP, text Gejza Šidlovský

#### Publikace vydané vydavatelstvím a nakladatelstvím JAKURA
- 2007 – Liliana Maftei, text PhDr. Jiří Karbaš, fotografie Jaroslav Kučera
- 2007 – František Ronovský, text Jiří Urban, fotografie Jaroslav Kučera
- 2009 – Pěšky 1. světovou válkou – Objektivem neznámého vojáka (později ztotožněn s Jindřichem Bišickým)
- 2009 – Václav Frydecký, text Prof. František Dvořák, fotografie Jaroslav Kučera
- 2009 – Rybáři na Třeboňsku, text Miroslav Hule, fotografie Jaroslav Kučera
- 2010 – Černobíle (Praha 1969–2010), text Josef Chuchma
- 2011 – Fotografové války (1914–1918)
- 2011 – Blažek Jaroslav / monografie malíře /, fotografie Jaroslav Kučera
- 2013 – Jak jsem potkal lidi, text PhDr. Jan Kříž, PhDr. Daniela Mrázková, Jaroslav Kučera
- 2014 – Setkání, okamžiky, samoty, text PhDr. Jan Kříž, Jaroslav Kučera
- 2014 – Ďáblova odstředivka / faksimile / – Josef Váchal
- 2014 – Devadesátileté ohlédnutí text Dušan Veselý, fotografie Jaroslav Kučera
- 2014 – 77 židovských anekdot, Miloš Jetel / Moše Jajteles /
- 2014 – Jak jsme slavili, text Eva Kalhousová, fotografie Jaroslav Kučera
- 2015 – Stařec na čekané, text Miloš Hoznauer, fotografie Jaroslav Kučera
- 2015 – Klášter premonstrátů Teplá, text Václav Maršík a kol., fotografie Jaroslav Kučera
- 2016 – Praha, Londýn, nebe a zpět, text Jakub Hauser, monografie fotografa Pavla Hokynka
- 2016 – Královna šachu Věra Menčíková, text Jan Kalendovský, fotografie archiv
- 2016 – Sudety – text PhDr. Daniela Mrázková – Vydavatelství JAKURA
- 2017 – Tiché dialogy – text PhDr. Daniela Mrázková – Vydavatelství JAKURA
- 2019 – Sametová revoluce – text PhDr. Daniela Mrázková – Vydavatelství JAKURA

### Ocenění
- 1971 – Teplice – Stříbrná jehlice Svazu českých fotografů
- 1995 – Praha – Czech Press Photo – Grant primátora Prahy
  - 2. cena – kategorie Reportáž série
  - 3. cena – kategorie Lidé, o nichž se mluví
- 1996 – Praha – Czech Press Photo – 1. a 3. cena – kategorie Každodenní život série cena firmy Konica
  - 1996 – Praha – CD foto Bler – Fotoarchiv budoucnosti
- 1998 – Praha – Czech Press Photo – 1. cena – kategorie Aktualita serie

3. cena – kategorie Každodenní život série
- 2000 – Praha – Czech Press Photo – Hlavní cena – Fotografie roku
  - 1. cena – kategorie Aktualita série
  - 2. cena – kategorie Každodenní život série
- 2001 – Praha – Fujifilm Euro Press Photo Awards 2000 – Hlavní cena v národní soutěži
  - 2001 – Kodaň – Fujifilm Euro Press Photo Awards 2000 – 1. cena
- 2002 – Praha – Fujifilm Euro Press Photo Awards 2001 – 3. cena v národní soutěži
- 2005 – Praha – Czech Press Photo – 2. cena – kategorie Portrét (z cyklu Vagony pro Salgada)
  - 3. cena – kategorie Portrét série (Lidé, které jsem poznal)

#### Knižní ceny
- 1994 – Nejkrásnější kniha roku – JOSEF VÁCHAL – Min. kultury a Památník písemnictví
- 1996 – Sudety – katalog k výstavě v Chebu v galerii G4 – grafická úprava D. Bleyová
- 2003 – Lidé, které jsem potkal – Fotografická publikace roku – pro nakladatelství KANT

### Filmy
- Matěj Mináč – Kúzlo fotografie (Mináčová, Saudek, Kraus, Šetlík, Kučera) – 1997
- Josef Harvan – Signum (Kyndrová, Jasanský, Ptáček, Vaniš, Kučera) – 1995

### Výstavy SIGNUM
Dana Kyndrová, Pavel Jasanský, Josef Ptáček, Jan Vaniš a Jaroslav Kučera – Židovské hřbitovy v Čechách a na Moravě
- 1990 – Praha – výstavní síň Fotochemy
- 1991 – Brno – Dům umění
- 1992 – Paříž – Židovské muzeum – měsíc světové fotografie
- 1992 – Praha – Staronová galerie
- 1992 – Cheb – Galerie G4
- 1993 – Freiburg – státní galerie Marienbad
- 1993 – Plzeň – galerie X Centrum Maecenas
- 1993 – Praha – Centrum nezávislé žurnalistiky
- 1994 – Mnichov – galerie Alfreda Kubina
- 1994 – Regensburg – Museum Ostdeutsche, 10. 6. – 17. 7.
- 1994 – Frankfurt n/Mohanem – Palais Jalta, 11. 11. – 11. 12.
- 1994 – Berlín
- 1994 – Torino – Muzeo automobile – festival Fotodifusione
- 1994 – Jerusalem – Universitní knihovna, 10. 10. – 31. 10.
- 1995 – Drážďany
- 1995 – Lipsko
- 1997 – Netzschkau – Schloss (Německo) – 23. 7. (VI. festival mitte Europa)
- 2001 – Berlín – České centrum, 22. 3. – 4. 5.
- 2001 – Norrköping – ABF galery
- 2001 – Stockholm – České centrum, 29. 11. – 14. 12.
- 2002 – Prostějov – Muzeum Prostějovska, 23. 5. – 23. 6.

Výstavy SIGNUM, volná tvorba
- 1995 – Praha – Izrael – Divadlo pod Palmovkou
- 1991 – Oberhausen a Arheim – Revoluce v Praze – Haumninkeln Ringenberg
- 1992 – České Budějovice – Galerie Dílo
- 1993 – Strasbourg – Fnak galerie